# Proton Suprima S

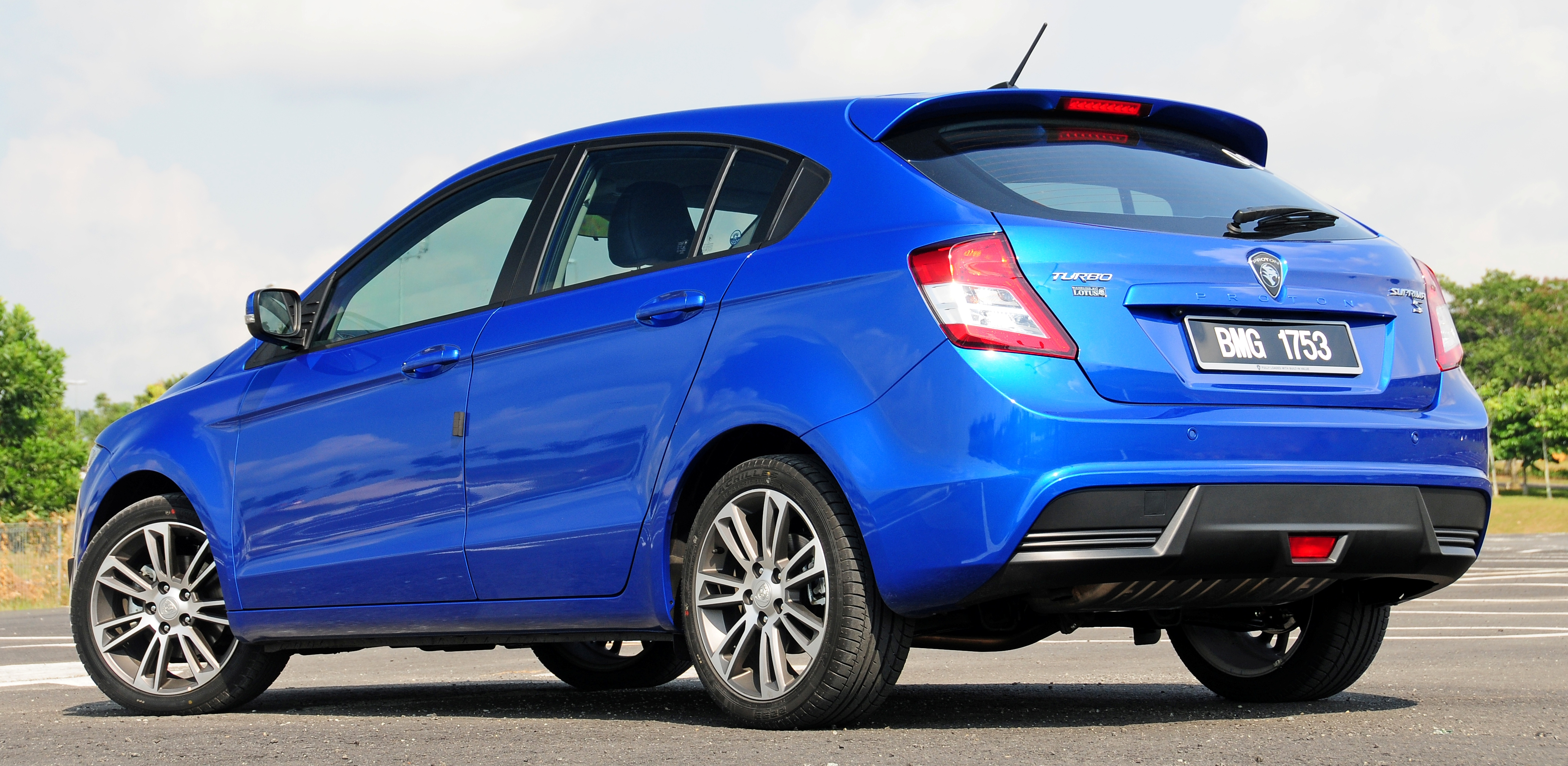
Heckansicht

Der Proton Suprima S ist ein zwischen 2013 und 2019 gebauter Pkw der Kompaktklasse des malaiischen Automobilherstellers Proton. Die Stufenheck-Version Prevé kam schon 2012 auf den Markt.
Der Fünftürer wird von einem 1,6-Liter-Vierzylinder-Ottomotor mit Turboaufladung angetrieben. In Deutschland wurde das Fahrzeug nicht verkauft.

## Technische Daten
|                                             | 1.6 Turbo              |
| Bauzeitraum                                 | 2013–2019              |
| Motorkenndaten                              |                        |
| Motortyp                                    | R4-Ottomotor           |
| Hubraum                                     | 1561 cm³               |
| max. Leistung bei min−1                     | 103 kW (140 PS) / 5000 |
| max. Drehmoment bei min−1                   | 205 Nm / 2000–4000     |
| Kraftübertragung                            |                        |
| Antrieb                                     | Vorderradantrieb       |
| Getriebe, serienmäßig                       | Stufenloses Getriebe   |
| Messwerte                                   |                        |
| Höchstgeschwindigkeit                       | 190 km/h               |
| Beschleunigung, 0–100 km/h                  | 9,9 s                  |
| Kraftstoffverbrauch auf 100 km (kombiniert) | 9,1 l Super            |
| Tankinhalt                                  | 50 l                   |